# Virus - Il contagio delle idee
Virus - il contagio delle idee è stato un programma televisivo di approfondimento politico e di attualità, condotto da Nicola Porro e andato in onda dal 3 luglio 2013 al 2 giugno 2016 sul canale televisivo Rai 2. Dalla seconda edizione, iniziata l'11 settembre 2014, il programma fu spostato al giovedì sempre in prima serata.

## Il programma
La dirigenza di Rai 2 presentò questo programma al pubblico e alla critica con queste parole: «Il ritorno in prima serata dell'informazione di Rai 2 in una chiave nuova. Un "docu-talk" che nasce dalla contaminazione di linguaggi: la finestra sulla realtà del documentario e l'approfondimento dello studio. Inchieste, interviste e un dibattito centrato sui contenuti che è molto talk e poco show. Nicola Porro scava nell'attualità con i protagonisti della vita politica ed economica del paese che si confrontano sui contenuti senza mai dare nulla di scontato. Le inchieste sono condotte da un pool di inviati che attraverseranno l'Italia e l'Europa».
Nel 2013, il programma inizialmente andava in onda di mercoledì a partire dalle 21.05 per circa 2 ore e mezzo a puntata: da mercoledì 11 settembre, si "scontrava" con il talk-show rivale di LA7 La gabbia condotto da Gianluigi Paragone (la cui media di ascolti del 3,8% è stata di un punto percentuale inferiore a Virus). L'allora direttore di rete, Angelo Teodoli, decise di spostare il programma al venerdì, alla ricerca della collocazione di palinsesto più giusta.
Con l'inizio della seconda edizione, il programma fu spostato (per la terza volta dalla sua nascita) al giovedì sera: nella puntata del 25 settembre 2014 il programma si scontrava per la prima volta con il talk-show rivale di LA7 Servizio Pubblico condotto da Michele Santoro, riuscendo a superarlo negli ascolti durante fascia di prima serata (fino alle ore 22.30), la più importante per gli inserzionisti pubblicitari. Dati i buoni ascolti, il programma venne confermato anche per la stagione 2015-2016 sempre al giovedì sera e sempre con la conduzione di Porro.

## Edizioni e ascolti
| Edizione | Inizio            | Fine           | Conduzione   | Telespettatori | Share | Puntate |
| -------- | ----------------- | -------------- | ------------ | -------------- | ----- | ------- |
| 1ª       | 3 luglio 2013     | 30 maggio 2014 | Nicola Porro | 1.045.000      | 4,87% | 43      |
| 2ª       | 11 settembre 2014 | 4 giugno 2015  | Nicola Porro | 1.043.000      | 4,59% | 36      |
| 3ª       | 10 settembre 2015 | 2 giugno 2016  | Nicola Porro | 981.000        | 4,38% | 37      |

  Massimo
  Minimo

### Prima edizione (2013-2014)
La prima edizione è andata in onda dal 3 luglio 2013 al 30 maggio 2014 in prima serata su Rai 2 con la conduzione di Nicola Porro. Notare che venerdì 18 aprile 2014 il programma non è andato in onda per la concomitanza con il Venerdì santo, mentre venerdì 23 maggio 2014 il programma è stato sostituito da un film in replica perché su Rai 3 nella stessa fascia oraria andavano in onda le conferenze stampa dei partiti per le elezioni europee del 2014.

### Seconda edizione (2014-2015)
La seconda edizione è andata in onda da giovedì 11 settembre 2014 al 4 giugno 2015 con la conduzione di Nicola Porro.

### Terza edizione (2015-2016)
La terza edizione è andata in onda da giovedì 10 settembre 2015 al 2 giugno 2016 in prima serata su Rai 2 con la conduzione di Nicola Porro.

## Controversie
L'8 marzo 2014 il conduttore Nicola Porro ha denunciato pubblicamente in una intervista di aver subìto (ma di non aver ceduto) alle molte pressioni da parte di alcuni politici, principalmente dall'ex ministro Nunzia De Girolamo (NCD), a proposito della scaletta del suo programma e degli ospiti da invitare (o da non invitare).
Il 15 maggio 2016 conduce una puntata lasciando largo spazio alle dichiarazioni antivacciniste di Red Ronnie, dedicando solo pochi istanti per le repliche verso fine trasmissione all'immunologo Roberto Burioni, il quale si lamentò pubblicamente.
Il giorno dopo, La Società italiana di igiene (SItI), la Federazione italiana medici pediatri (Fimp), la Società italiana di pediatria (Sip) e la Federazione italiana medici di medicina generale (Fimmg) scrivono una lettera indirizzata al ministro della Salute descrivendo la conduzione di Porro come «una palese violazione del dovere di informare correttamente in nome di una malintesa libertà di opinione», mentre Michele Anzaldi annuncia una interrogazione della commissione di Vigilanza Rai e che della questione ci si sarebbe dovuti ancora occupare.

## Cancellazione
Il 18 maggio 2016, con un messaggio sul suo profilo Facebook, il conduttore Nicola Porro ha annunciato la cancellazione del programma dai palinsesti Rai. La notizia, che già era nell'aria già da qualche settimana, ha suscitato diverse polemiche perché è sembrata più una mossa politica visto i buoni indici di ascolto. Trattandosi non del primo caso, i parlamentari Maurizio Gasparri e Giorgia Meloni hanno commentato la notizia definendola come "un'epurazione voluta dal premier Renzi contro tutti i programmi e conduttori non apertamente schierati con lui".
Il giorno seguente Nicola Porro, ospite a La Zanzara su Radio 24, ha affermato di non comprendere bene le ragioni della cancellazione del programma e di ignorare se dietro a questa decisione ci sia o meno il Presidente del Consiglio. La cancellazione è stata voluta dalla stessa direttrice di Rai 2, Ilaria Dallatana, che ha affermato di aver preso in totale autonomia la decisione, senza però dare alcuna spiegazione dei motivi della scelta operata.
Il 12 marzo 2022 Nicola Porro commentò i rumors sulla chiusura del programma televisivo Cartabianca condotto da Bianca Berlinguer, accusando il segretario del PD Enrico Letta di eseguire pressioni politiche per favorire la chiusura del programma, ammettendo che la cancellazione di virus è stata un'epurazione da parte del Governo Renzi.